# Уран-238
Уран-238 (англ. uranium-238), історична назва ура́н оди́н (лат. Uranium I, позначається символом UI) — радіоактивний нуклід хімічного елементу урану.  

## Загальна характеристика
Хімічний елемент урану з атомним номером 92 і масовим числом 238. Ізотопна поширеність урану-238 в природі становить 99,2745 (106) %. Є родоначальником радіоактивного сімейства 4n+2, званого рядом радію.
Можливо вважати, що уран-238 — є найпоширенішим і найстабільнішим ізотопом, який можливо виявити у природі та одним з найважчих відомих природних хімічних елементів. Але він дещо легший в порівнянні з природним хімічним елементом плутонієм-244 або оганесоном, який був створений в лабораторних умовах. 
Атомна маса ізотопа урану-238 вказана в його назві та становить 238, тобто вона показує суму протонів і нейтронів в ядрі його атомів. Як відомо, в ядрі атома урану-238 є 92 протони та 146 нейтронів.
Активність одного грама цього нукліда становить приблизно 12,5 кБк.

## Утворення і розпад

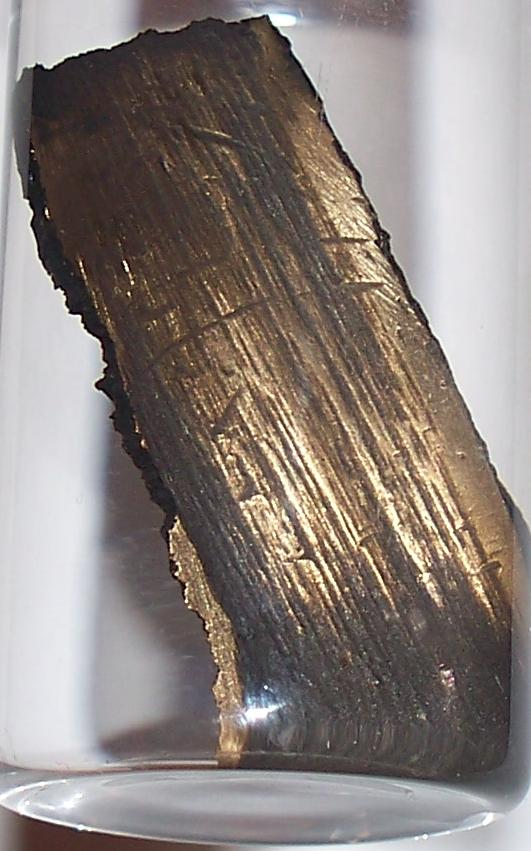
Зразок урану-238

Уран-238 утворюється в результаті наступних розпадів:
- β−-розпад нукліда 238Pa (період напіврозпаду становить 2,27(9)[1] хв.):

{\displaystyle \mathrm {^{238}_{\ 91}Pa} \rightarrow \mathrm {^{238}_{\ 92}U} +e^{-}+{\bar {\nu }}_{e};}
- α-розпад нукліда 242Pu (період напіврозпаду становить 3,75(2)× 105[1] років):

{\displaystyle \mathrm {^{242}_{\ 94}Pu} \rightarrow \mathrm {^{238}_{\ 92}U} +\mathrm {^{4}_{2}He} }.
Розпад урану-238 відбувається за такими напрямами:
- α-розпад в 234Th (ймовірність 100 % [1], енергія розпаду 4 269,7(29) кеВ [3]):

{\displaystyle \mathrm {^{238}_{\ 92}U} \rightarrow \mathrm {^{234}_{\ 90}Th} +\mathrm {^{4}_{2}He} ;}
енергія α-частинок, що випускаються  4 151 кеВ (у 21% випадків) і 4 198 кеВ (у 79% випадків).
- Спонтанний поділ (імовірність 5,45(7)× 10−5 %)[1];
- Подвійний β−-розпад у 238Pu (ймовірність 2,2(7)× 10−10 %[1], енергія розпаду 1 144,2(12) кеВ[3])

{\displaystyle \mathrm {^{238}_{\ 92}U} \rightarrow \mathrm {^{238}_{\ 94}Pu} +2e^{-}+2{\bar {\nu }}_{e}.}

## Ізомери
Відомий єдиний ізомер238Um з наступними характеристиками:
- Надлишок маси: 49 866,8(20) кеВ
- Енергія збудження: 2 557,9(5) кеВ
- Період напіврозпаду: 280(6) нс
- Спін і парність ядра: +

Розпад ізомерного стану здійснюється шляхом:
- ізомерного переходу в основний стан;
- спонтанного поділу (ймовірність 2,6 (4) %)[1];
- α-розпаду (ймовірність менше 0,5 %)[1].